# Бінні Барнс
Жіттель Енойс «Бінні» Барнс (англ. Jittel Enois «Binnie» Barnes), пізніше Гертруда Мод Барнс (англ. Gertrud Maude Barnes) (25 травня 1903 — 27 липня 1998) — англійська акторка. Її акторська кар'єра тривала 50 років.

## Життєпис
Народилася в лондонському районі Ізлінгтон. Її батько був євреєм, а мати італійкою. До дебюту в кіно співала в жіночому хорі, працювала медсестрою, танцівницею і брала участь в водевілях.
Її акторська кар'єра почалася в 1923 році і тривала до її останньої ролі в 1973 році у фільмі «40 карат». Найбільш знаменитим з її участю став фільм 1933 року «Приватне життя Генріха VIII», де вона втілила королеву Англії Кетрін Говард з Чарльзом Лоутоном. Після успіху в цьому фільмі Барнс переїхала в США, де продовжила кар'єру в кіно, але лише в другорядних ролях.
З 1931 по 1937 роки була одружена з Самуелем Джозефом, розлучилася. У 1940 році пошлюбила продюсера Майка Франковичу, прийняла католицизм і стала громадянкою США. Народила трьох дітей. Після війни разом з сім'єю деякий час жила в Італії, де знялася в двох італійських фільмах.
Бінні Барнс померла в 1998 році у своєму будинку в Беверлі-Гіллз від природних причин у віці 95 років.
За внесок в кіноіндустрію Бінні Барнс удостоєна зірки на Голлівудській алеї слави.

## Вибрана фільмографія
- 1973 — 40 карат — Мод Еріксон
- 1949 — Моя особиста справжня любов — Джеральдін
- 1948 — Джентльмен узбережжя Барбарі
- 1942 — У старій Каліфорнії — Лейсі Міллер
- 1939 — Три мушкетери — Міледі
- 1938 — Прощавай назавжди
- 1938 — Свято — Місіс Лаура Крем
- 1938 — Пригоди Марко Поло — Назама
- 1938 — Перші сто років — Клаудіа Вестон
- 1936 — Три милі дівчини — Донна Лайонс
- 1936 — Останній з могікан — Еліс Мунро
- 1934 — Приватне життя Дон Жуана — Розіта
- 1933 — Приватне життя Генріха VIII — Кетрін Говард